# Elizabeth Bolden
Pour les articles homonymes, voir Bolden.
Elizabeth Bolden, née le 15 août 1890 à Somerville (Tennessee) et morte le 11 décembre 2006 à Memphis, était la doyenne de l'humanité depuis le 27 août 2006, date du décès de María Capovilla, précédente détentrice du record.

## Biographie
Le record d'Elizabeth Bolden n'a pas été officiellement proclamé pour l'instant[Quand ?]. En avril 2005, Elizabeth Bolden a été homologuée comme doyenne des États-Unis d'Amérique. Elle avait déjà été honorée du titre de doyenne de l'humanité entre le 30 août 2005 et le 9 décembre 2005, car María Capovilla, son aînée de 11 mois, n'était pas connue. Elle vécut 116 ans et 118 jours.
Fille de deux esclaves affranchis, Elizabeth Jones avait neuf ans lors du recensement de 1899. Elle épouse Lewis Bolden (1892-1955) vers 1908. Elle a eu selon un journal de Memphis :
- 7 enfants (dont deux encore vivants lors de sa mort),
- 40 petits-enfants,
- 75 arrière-petits enfants,
- 150 arrière-arrière-petits enfants
- 220 arrière-arrière-arrière-petits enfants
- 75  arrière-arrière-arrière-arrière-petits enfants

Elle vivait dans une maison de retraite et n'était, selon sa famille, plus capable de communiquer.